# Zebre 2012-2013

## Pro12 2012-13

### Stagione regolare
| Incontro                 | Andata | Ritorno |
| ------------------------ | ------ | ------- |
| Newport G.D. — Zebre     | 37-6   | 14-13   |
| Zebre — Connacht         | 17-30  | 19-23   |
| Edimburgo — Zebre        | 41-10  | 9-7     |
| Zebre — Ulster           | 25-27  | 3-26    |
| Glasgow Warriors — Zebre | 22-19  | 36-20   |
| Zebre — Ospreys          | 16-34  | 15-16   |
| Munster — Zebre          | 29-3   | 27-25   |
| Scarlets — Zebre         | 22-13  | 24-10   |
| Zebre — Cardiff Rugby    | 7-14   | 13-28   |
| Leinster — Zebre         | 37-7   | 41-22   |
| Zebre — Benetton         | 3-10   | 18-26   |

#### Risultati della stagione regolare
| Posizione | G  | V | N | P  | PF  | PS  | DP   | B  | Pt |
| --------- | -- | - | - | -- | --- | --- | ---- | -- | -- |
| 12ª       | 22 | 0 | 0 | 22 | 291 | 573 | -282 | 11 | 10 |

## Heineken Cup 2012-13

### Girone 3
| Incontro           | Andata | Ritorno |
| ------------------ | ------ | ------- |
| Zebre — Connacht   | 10-19  | 20-25   |
| Biarritz — Zebre   | 38-17  | 32-6    |
| Zebre — Harlequins | 14-57  | 5-53    |

#### Risultati della fase a gironi
| Posizione | G | V | N | P | PF | PS  | DP   | B | Pt |
| --------- | - | - | - | - | -- | --- | ---- | - | -- |
| 4ª        | 6 | 0 | 0 | 6 | 72 | 224 | -152 | 1 | 1  |